# Добрият шофьор
„Добрият шофьор“ е драматичен филм от 2022 г. на режисьора Тонислав Христов, който е съсценарист със Константин Божанов и Карли Ахо. Той е копродукция между България, Финландия и Швеция. Във филма участват Малин Кръстев, Слава Дойчева и Герасим Георгиев. Премиерата е на „София филм фест“ на 17 март 2023 г. и се очаква да излезе по кината в България на 3 ноември 2023 г.